# Franciszek Czajkowski
Franciszek Czajkowski (ur. 20 września 1916 w Dzierżnie, zm. 25 października 1942 w Torquay) – porucznik pilot Wojska Polskiego, porucznik (ang. Flying Officer) Królewskich Sił Powietrznych.

## Życiorys
W 1937 r. zdał egzamin maturalny w gimnazjum i zgłosił się do odbycia służby wojskowej, otrzymał przydział do lotnictwa. Trafił do Szkoły Podchorążych Lotnictwa w Dęblinie, którą ukończył w ramach XII promocji z 24. lokatą. 
W wojnie obronnej 1939 roku służył w 141 eskadry myśliwskiej w składzie lotnictwa Armii „Pomorze”. Przez Rumunię i Francję przedostał się do Anglii. Wstąpił do RAF, otrzymał numer służbowy 76692. Od lipca 1940 do lutego 1941 roku walczył w 151 dywizjonie myśliwskim RAF w Drem, od lutego do marca w 43 dywizjonie myśliwskim RAF. Ranny podczas walki, skierowany do szpitala wojskowego w Torquay gdzie amputowano mu nogę. 25 września 1942 zginął podczas bombardowania. Pochowany na cmentarzu w Exeter, grób nr ZR 90.
Zestrzelił na pewno jeden samolot nieprzyjaciela oraz dwa prawdopodobnie. Na liście Bajana został sklasyfikowany na 221. pozycji).

## Odznaczenia
- Krzyż Walecznych (dwukrotnie)[6]
- Medal Lotniczy (dwukrotnie)
- Odznaka za Rany i Kontuzje (dwukrotnie)